# Tobuna
 (septembre 2022).
Tobuna est une localité argentine située dans le département de San Pedro de la Province de Misiones. La localité dépend de la commune de San Pedro.

## Histoire
Le village de Tobuna est construit en 1924 lorsqu'un groupe d'immigrants arrive depuis le Brésil ; en s'installant dans la zone, ils fondent ainsi cette localité. Selon les premières données établies par les descendants, les premières familles qui sont arrivées ont donné le nom de Tobuna. Ce nom d'origine guaranie rend aussi hommage à un policier. Après cette période dans l'économie de la zone, les travailleurs émigrent en restant dans Tobuna et dans les zones environnantes.
Pendant plusieurs années[Quand ?] Tobuna dispose de plusieurs établissements publics : un bureau de poste argentin pour le service postal, qui sert au paiement d'autres services, comme l'électricité. Sur la Route nationale 14, lors de la saison des pluies, le déplacement est impossible.